# Para siempre (Daddy Yankee)
Para Siempre (in italiano: "Per sempre") è un singolo dell'artista musicale portoricano Daddy Yankee, pubblicato il 2 giugno 2022 e contenuto nell'album Legendaddy.
Il singolo ha visto la collaborazione del rapper panamense Sech.
È una canzone reggaeton romantica il cui testo parla di una proposta di matrimonio e della ricerca del "partner giusto". È stato incluso tra i migliori brani dell'album dai critici musicali, sebbene sia stato anche criticato come insipido e prosaico. A livello commerciale, ha raggiunto la posizione numero 18 in Cile, la numero 24 nella classifica Hot Latin Songs degli Stati Uniti e la numero 40 in Spagna.

## Video musicale
Il video musicale di «Para Siempre» è stato pubblicato su Facebook il 2 giugno 2022 e successivamente su YouTube il 7 settembre, e mostra una proposta di matrimonio. È stato girato a Honda (Tolima), Colombia, con scene dirette dal regista colombiano Juan "Jasz" Suárez e prodotto dalla produttrice Andie Ortíz, e nel comune portoricano di San Germán, con segmenti diretti dalla regista portoricana Maricel Zambrano e prodotti dalla produttrice Maleja Rodríguez.

## Tracce
Testi e musiche di Ramón Ayala, Carlos Isaías Morales, Jeorge Valdes Vazquez, Ramses Ivan Herrera Soto, Johnny López, Jhonattan Reyes, Miguel Andres Martinez Perea, Justin Quiles.
1. Para siempre – 3:10

## Classifiche

### Classifiche settimanali
| Classifica (2022) | Posizione massima |
| ----------------- | ----------------- |
| Cile              | 18                |
| Spagna            | 40                |
| Stati Uniti       | 24                |